# 셋쓰 다다시
셋쓰 다다시(일본어: 攝津 正, 1982년 6월 1일 ~ )는 일본의 전 프로 야구 선수이다.
언론에서는 새로운 글자를 사용한 ‘摂津’(동음)라고 표기를 한다.

## 인물

### 프로 입단 전
아키타 경제 법과 대학 부속고등학교 시절에는 1학년 여름부터 벤치에 들어갔고 3학년 때인 2000년에는 제72회 선발 고등학교 야구 대회에 출전하기도 했다. 고교 졸업 후 아버지와 함께 JR 동일본에 입사함과 동시에 JR 동일본 도호쿠 경식 야구부에 입단했다. 3년차부터는 등판 기회를 늘려 일본 선수권 도호쿠 대회 2차 예선에서는 최우수 선수상을 수상했고 2004년부터 팀의 에이스로서 활약했다.
도시 대항 야구 첫 등판이 된 1차전 상대인 닛폰 통운전에서는 8이닝 던져 2실점의 호투를 하는 등 도쿄 돔에서 첫 승리를 거뒀다. 사회인 7년차를 맞이한 2007년 봄부터 호조를 유지해 도시 대항 도호쿠 대회 2차 예선에서는 4경기에 등판해 0.89의 평균자책점을 기록했다. 2007년 9월에는 제37회 IBAF 월드컵 타이완 대회의 일본 대표팀 후보 선수 선정을 위한 합숙 훈련을 하면서 JR 도호쿠가 연습 상대를 맡아 셋쓰가 등판해 3이닝 동안 무안타와 무실점으로 호투했고, 예선 리그 1차전 상대인 남아프리카 공화국전에 선발 등판해 8이닝까지 7자 연속을 포함한 17개의 탈삼진을 기록하여 승리 투수가 되었고 4차전인 파나마전, 준준결승전인 오스트레일리아전, 3위 결정전인 네덜란드전에도 선발 등판해 4전 전승을 기록했다. 28과 2/3이닝을 던져 1자책점(평균자책점 0.31), 36개의 탈삼진이라는 좋은 성적으로 팀의 동메달 획득에 기여하면서 대회 우수 투수(우완 투수 부문)로 선정되었다.
사회인 마지막 시즌이 된 2008년 초에 우승한 도호쿠 대회에서는 3경기에서 완투승(그 중 2경기는 완봉)을 기록하여 대회 MVP를 차지했고 같은 해 7월 4일에 열린 제79회 도시 대항 야구의 도호쿠 제2 대표 결정 경기(TDK전)에 선발 등판해 노다 마사요시와의 투수전을 펼쳐 연장 16회까지 2대 2 무승부로 끝나면서 다음날 재경기가 열렸지만 셋쓰는 이날 경기의 중반부터 구원 등판해 마지막까지 던졌다. 이틀 동안 25이닝 350개의 공을 던졌고 도시 대항 야구 대회에 7차례(보강을 포함한다)나 출전했다.
2008년도 프로 야구 드래프트 회의에서는 후쿠오카 소프트뱅크 호크스로부터 5순위로 지명을 받고 입단했다.

### 프로 입단 후

#### 2009년
시범 경기에서 기대 이상의 성적을 기록하여 시즌 개막은 1군에서 맞이했다. 5월 8일 사이타마 세이부 라이온스전에서는 중간 계투로서 1과 1/3이닝의 무실점으로 호투해 데뷔 첫 승리를 기록했고 경기 종반에는 셋쓰, 브라이언 폴켄버그, 마하라 다카히로의 계투진으로 구성된 일명 ‘SBM’이라고 붙여졌다. 올스타전에서는 팬 투표(중간 계투 부문)에서 1위로 선정되어 출전해 제2차전에서는 등판할 예정이었지만 제1차전에서 1점을 리드하고 있는 8회 1사 2, 3루 상황에서 긴급 등판해 무실점으로 막아냈다.
9월 15일, 등판한 63경기에서 후지오카 요시아키가 가진 퍼시픽 리그 신인 최다 등판 기록(62경기)을 경신했고 전날은 발열로 인해 결장했지만 무사 만루의 위기 상황에서 병살과 삼진으로 처리하는 맹활약을 보였다. 9월 17일에는 33홀드를 기록하면서 구단 기록을 경신했고 10월 11일의 시즌 최종전에서 70경기 등판에 도달하면서 1959년 스기우라 다다시, 2000년 요시다 슈지가 기록한 69경기를 웃돌아 구단 신기록을 수립했다. 하야시 야스오의 신인 최다 등판 기록(71경기)에는 미치지 않았지만 70경기는 2009년의 리그 최다 등판 기록이며 홀드 39 포인트를 기록하는 등 최우수 중간 계투 투수와 신인왕 타이틀을 동시에 석권했다. 오프에는 등번호를 시노하라 다카유키가 착용했던 16번으로 변경한다는 구단 측의 요청이 있었지만 본인은 이를 사양했다.

#### 2010년
5월 중순에 갓토 게이스케가 ‘승리의 방정식’에 합류하면서 일명 ‘SBM48’이 되었다. 시즌 중반부터 종반에는 모리후쿠 마사히코, 오릭스 버펄로스에서 이적해 온 가나자와 다케히토도 안정된 투구를 보여 팀 중간 계투진의 평균자책점은 12개 구단 중에서 유일한 2점대(2.84)를 나타냈다. 셋쓰는 그 필두격으로서 71경기에 등판해 이나오 가즈히사 이래가 되는 2년 연속 70경기 등판을 달성하면서 팀의 7년 만의 우승에 기여했다. 시즌 종료 후 재계약과 관련해서는 9,500만 엔으로 서명했다.

#### 2011년

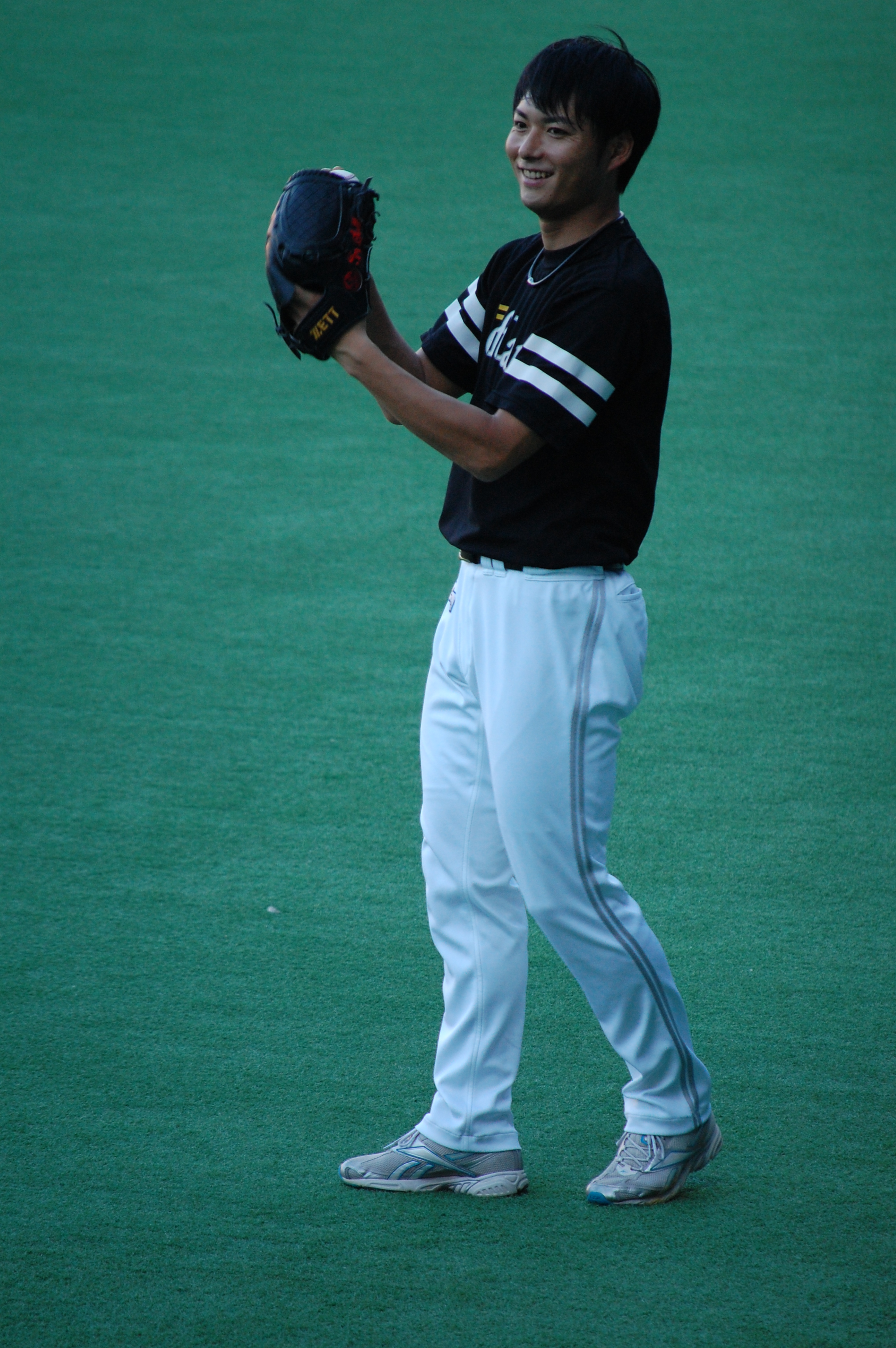
연습 중인 셋쓰 다다시

그 해 3월 11일에 발생한 동일본 대지진으로 자신이 8년 동안 소속된 JR 동일본 도호쿠 경식 야구부가 피해를 입었을 때 의연금을 보냈고 그 후 직접 현장에 찾아가 위로했다. 정규 시즌에서는 위에서 말한대로 2년 연속 70경기 등판에 대한 부담과 본인의 의사에 따라 우완 선발 투수가 부재된 팀내 사정도 있어 선발로 전향하였다. 시범 경기나 연습 경기 등과 같은 대외 경기에서 31이닝의 1실점이라는 형태로 시즌 개막을 맞이했다.
프로 데뷔 후 처음으로 선발 등판한 4월 16일의 세이부전에서는 부진했지만 두 번째의 선발 등판이 된 24일 지바 롯데 마린스전(후지사키다이 현영 야구장)에서 8이닝 동안 103개의 공을 던져 3실점으로 호투해 시즌 첫 승리를 거두었다. 그 후 교류전에서는 첫 완투승과 완봉승을 동시에 달성하는 등 중간 계투로 활약하던 시절부터의 안정감은 건재하였고 최종적으로 시즌 14승을 올리는 등 팀의 연패 달성에 기여했다. 클라이맥스 시리즈 제2 스테이지에서는 2차전에 선발 등판하여 승리 투수가 되었다.
주니치 드래건스와의 일본 시리즈에서는 3차전(11월 15일)에 선발 등판하여 7이닝 동안 1실점의 호투로 승리 투수가 된 것 외에도 11월 17일의 5차전에서는 구원 등판해 7회에 1이닝을 던지면서 무실점, 우승이 결정된 11월 20일의 7차전에도 9회 2아웃 주자 1루 상황에서 등판, 와다 가즈히로를 삼진으로 잡아 세이브도 기록하는 등 포스트 시즌에서도 기대 이상의 활약을 보였다.

#### 2012년
춘계 스프링 캠프가 시작된 직후에 아키야마 고지 감독으로부터 개막전 선발 투수로 지명돼 스프링 캠프와 시범 경기에서도 호조를 유지했다. 시즌 개막을 앞둔 10일 전 등에 통증을 호소하면서 한 때는 등판할 가능성도 배제할 수 없는 상황이었지만 무사하게 회복하여 개막전에 선발 등판하여 승리 투수가 되었다. 이후 소프트뱅크의 새로운 에이스로서 성장해 양대 리그 최다인 17승을 올리는 등 최다승, 최고 승률, 그리고 최고의 투수에게 주어지는 사와무라 에이지상까지 투수 부문 타이틀을 연달아 석권했다. 사와무라상 역대 수상자로서는 가장 낮은 완투 수(3개)를 남겼고 프로 야구 사상 최초가 되는 최우수 중간 계투 투수와 사와무라상을 보유한 타이틀 홀더가 되었다.

#### 2013년
2013년 개막전 선발투수가 되어, 6회 1실점으로 승리 투수가 된다. 교류전에 들어 와서는 다소 상태가 떨어지긴 하지만, 그 이후는 안정된 피칭을 계속하고 7월 27일에는 니혼 햄을 상대로 완봉승하며, 이 시점에서 3년 연속으로 두 자릿수 승리를 달성했다. 여름 이후에도 선발 투수진이 일제히 부진하는 중에 단 1명이 역투를 계속하고 9월 6일 오릭스 전에서는 2년 연속으로 15승째를 달성했다. 그러나 그 이후는 피로의 영향으로 힘든 경기가 눈에 띄고, 승수를 연장하는 것은 할 수 없었다. 마지막으로 방어율은 자기 최악의 3.05, 투구 회수도 선발 전향 후 최소가 되는 162회 1 / 3에 그쳤지만 승수는 리그 2위와 타이로 좋은 성적을 거뒀다. 계약 갱신은 야구계에서 가장 빠른 6년차 연봉 4억 엔에 도달했다.

### 2014년 이후
2014년과 2015년에 10승을 기록했지만 2015년 시즌 이후 출전수도 적었고 부상의 여파가 있고 그러다 보니 2018시즌에는 7경기에 등판, 2승 4패 평균자책점 5.16에 그쳤고 결국 소프트뱅크는 전력 외 선수로 분류했다. '스포츠닛폰'은 "피로가 누적되면서 최근 몇 년 동안 전성기의 투구를 보여주지 못했다"고 평가했다.셋츠는 "지금까지 야구를 계속할 수 있었던 것은 나를 써준 구단과 동료들이란 버팀목이 있었기 때문이다. 항상 응원해준 팬들의 존재 역시 든든했다"고 주위에 고마움을 나타냈다.

### 은퇴 선언
일본 스포츠 전문지 '스포츠닛폰'은 30일 "셋츠가 이번 시즌을 마지막으로 은퇴한다. 내년 초 은퇴 기자회견을 열 예정"이라고 밝혔다.

## 상세 정보

### 출신 학교
- 아키타 경제 법과 대학 부속고등학교(현재의 메이오 고등학교)

### 선수 경력
사회인 시대
- JR 동일본 도호쿠

프로팀 경력
- 후쿠오카 소프트뱅크 호크스(2009년 ~ 2018년)

국가 대표 경력
- 2013년 월드 베이스볼 클래식 일본 국가대표

### 수상·타이틀 경력

#### 타이틀
- 다승왕 : 1회(2012년)
- 최고 승률 : 1회(2012년) ※최우수 투수로서 수상
- 최우수 중간 계투 : 2회(2009년, 2010년)

#### 수상
- 신인왕(2009년)
- 일본 프로 스포츠 대상 최고 신인상(2009년)
- 사와무라 에이지상 : 1회(2012년)

### 개인 기록

#### 투수 기록
- 첫 등판·첫 홀드 : 2009년 4월 5일, 대 오릭스 버펄로스 3차전(후쿠오카 Yahoo! JAPAN 돔), 8회초 2사에 2번째 투수로서 구원 등판, 1과 1/3이닝 무실점
- 첫 탈삼진 : 2009년 4월 9일, 대 도호쿠 라쿠텐 골든이글스 3차전(클리넥스 스타디움 미야기), 8회말에 나카무라 노리히로로부터
- 첫 승리 : 2009년 5월 8일, 대 사이타마 세이부 라이온스 7차전(후쿠오카 Yahoo! JAPAN 돔), 7회초 2사에 2번째 투수로서 구원 등판·마무리, 1과 1/3이닝 무실점
- 첫 세이브 : 2010년 9월 5일, 대 오릭스 버펄로스 24차전(스카이마크 스타디움), 10회말 무사로부터 6번째 투수로서 구원 등판·마무리, 1이닝 무실점
- 첫 선발 : 2011년 4월 16일, 대 사이타마 세이부 라이온스 2차전(후쿠오카 Yahoo! JAPAN 돔), 4와 1/3이닝을 던져 8실점에서 패전 투수
- 첫 선발 승리 : 2011년 4월 24일, 대 지바 롯데 마린스 2차전(후지사키다이 현영 야구장), 8이닝 3실점 6탈삼진
- 첫 완투·첫 완봉 승리 : 2011년 6월 5일, 대 히로시마 도요 카프 3차전(MAZDA Zoom-Zoom 스타디움 히로시마), 8탈삼진

#### 타격 기록
- 첫 타점 : 2011년 6월 19일, 대 요코하마 베이스타스 4차전(요코하마 스타디움), 4회초에 스다 고타로부터 유격수 땅볼 사이에 기록
- 첫 안타 : 2014년 6월 4일, 대 요미우리 자이언츠 2차전(후쿠오카 야후오크! 돔), 4회말에 후쿠다 사토시로부터 유격 내야 안타

#### 기타
- 올스타전 출장 : 2회(2009년, 2011년)

### 등번호
- 50(2009년 ~ 2018년)

### 연도별 투수 성적
| 연 도      | 소 속      | 등 판 | 선 발 | 완 투 | 완 봉 | 무 4 구 | 승 리 | 패 전 | 세 이 브 | 홀 드 | 승 률 | 타 자 | 이 닝 | 피 안 타 | 피 홈 런 | 볼 넷 | 고 4 | 몸 맞 | 탈 삼 진 | 폭 투 | 보 크 | 실 점 | 자 책 점 | 평 자 책 | W H I P |
| ---------- | ---------- | ----- | ----- | ----- | ----- | ------- | ----- | ----- | -------- | ----- | ----- | ----- | ----- | -------- | -------- | ----- | ---- | ----- | -------- | ----- | ----- | ----- | -------- | -------- | ------- |
| 2009년     | 소프트뱅크 | 70    | 0     | 0     | 0     | 0       | 5     | 2     | 0        | 34    | .714  | 321   | 79.2  | 51       | 3        | 35    | 2    | 1     | 102      | 3     | 0     | 13    | 13       | 1.47     | 1.08    |
| 2010년     | 소프트뱅크 | 71    | 0     | 0     | 0     | 0       | 4     | 3     | 1        | 38    | .571  | 315   | 82.1  | 52       | 3        | 21    | 2    | 5     | 89       | 1     | 0     | 23    | 21       | 2.30     | 0.89    |
| 2011년     | 소프트뱅크 | 26    | 26    | 3     | 1     | 0       | 14    | 8     | 0        | 0     | .636  | 699   | 177.2 | 148      | 10       | 31    | 1    | 6     | 150      | 2     | 0     | 57    | 55       | 2.79     | 1.01    |
| 2012년     | 소프트뱅크 | 27    | 27    | 3     | 2     | 1       | 17    | 5     | 0        | 0     | .773  | 770   | 193.1 | 148      | 8        | 54    | 0    | 2     | 153      | 1     | 0     | 46    | 41       | 1.91     | 1.04    |
| 2013년     | 소프트뱅크 | 25    | 25    | 3     | 1     | 1       | 15    | 8     | 0        | 0     | .652  | 662   | 162.1 | 138      | 11       | 42    | 0    | 8     | 146      | 3     | 0     | 68    | 55       | 3.05     | 1.11    |
| 2014년     | 소프트뱅크 | 22    | 22    | 1     | 0     | 0       | 10    | 8     | 0        | 0     | .556  | 576   | 134.0 | 113      | 10       | 59    | 0    | 8     | 85       | 3     | 0     | 63    | 58       | 3.90     | 1.28    |
| 통산 : 6년 | 통산 : 6년 | 241   | 100   | 10    | 4     | 2       | 65    | 34    | 1        | 72    | .656  | 3343  | 829.1 | 650      | 45       | 242   | 5    | 30    | 725      | 13    | 0     | 270   | 243      | 2.64     | 1.08    |

- 2014년 시즌 종료 기준, 굵은 글씨는 시즌 최고 성적.

### 연도별 투수 성적 소속 리그내에서의 순위
| 연도 | 연령 | 소속 리그   | 승리 | 세이브 | 홀드 | 탈삼진 | 평균 자책점 | WHIP |
| ---- | ---- | ----------- | ---- | ------ | ---- | ------ | ----------- | ---- |
| 2009 | 27   | 퍼시픽 리그 | -    | -      | 1위  | -      | -           | -    |
| 2010 | 28   | 퍼시픽 리그 | -    | -      | 2위  | 8위    | 7위         | -    |
| 2011 | 29   | 퍼시픽 리그 | 5위  | -      | -    | 6위    | 9위         | 7위  |
| 2012 | 30   | 퍼시픽 리그 | 1위  | -      | -    | 3위    | 3위         | 6위  |
| 2013 | 31   | 퍼시픽 리그 | 2위  | -      | -    | 3위    | 4위         | 4위  |

- ‘-’는 10위 미만(평균 자책점은 규정 투구 이닝 도달 미만의 경우에도 ‘-’와 표기)